# Muzeum monet i medali Jana Pawła II w Częstochowie
Muzeum monet i medali Jana Pawła II w Częstochowie – prywatne muzeum w Częstochowie, założone w sierpniu 2011 roku z inicjatywy częstochowskiego biznesmena i filantropa Krzysztofa Witkowskiego.

## Historia
Właściciel muzeum od lat kolekcjonował przedmioty i pamiątki związane z papieżem Janem Pawłem II. W roku 2010 skontaktował się z mieszkającym w Londynie Wojciechem Grabowskim, właścicielem kolekcji numizmatów, które w formie ruchomej wystawy prezentowane były między innym na Zamku Królewskim w Warszawie. W wyniku rozmów doszło do zakupu całej kolekcji, liczącej około 3,5 tysiąca pozycji. W ciągu roku kolekcja została uzupełniona o kolejne 2 tysiące egzemplarzy. Równolegle trwała budowa pawilonu wystawienniczego. Muzeum zostało otwarte i poświęcone przez kardynała Stanisława Dziwisza 11 sierpnia 2011 roku.

## Zbiory
W zbiorach muzeum znajdują się głównie monety i medale z wizerunkiem papieża Jana Pawła II. Jest to największa kolekcja tego typu na świecie. Uzupełnieniem zbiorów numizmatów są znaczki pocztowe z wizerunkiem Jana Pawła II oraz repliki przedmiotów liturgicznych i ubioru papieża: Pierścień Rybaka, stuła, peleryna, pastorał i piuska. Łączna liczba eksponatów szacowana jest na około 11 tysięcy pozycji.

## Siedziba
Muzeum mieści się w Częstochowie, przy ulicy Jagiellońskiej 67/71. Pawilon wystawienniczy znajduje się na terenie przedsiębiorstwa President Electronics Poland i jest połączony z budynkiem, w którym prowadzona jest działalność gospodarcza. Muzeum udostępnione jest dla grup zorganizowanych i osób indywidualnych.